# El aguacero
El aguacero es una canción que ha sido ejecutada también con ritmo de tango que lleva letra de José González Castillo y música de Cátulo Castillo que fue estrenado en 1931.

## Los autores
José González Castillo (Rosario, 25 de enero de 1885 - Buenos Aires, 22 de octubre de 1937) fue un conocido dramaturgo, director de teatro, libretista de cine y letrista de tango argentino. Entre el centenar de obras de teatro que escribió se destacan El Parque, La mujer de Ulises Luiggi, La serenata, Los invertidos, La mala reputación, escrita en colaboración con José Mazzanti y Los dientes del perro con Alberto T. Weisbach. Escribió tangos muy difundidos luego, como Sobre el pucho (1922), sobre música de Sebastián Piana, Silbando (1923), Griseta (1924) y Organito de la tarde. Fundó la Universidad Popular de Boedo, la segunda universidad popular de Argentina, donde estudiaron miles de alumnos durante más de veinte años. En su homenaje se le dio su nombre a la esquina SE de San Juan y Boedo.

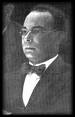
José González Castillo

Cátulo Castillo (Buenos Aires, 6 de agosto de 1906 - ídem, 19 de octubre de 1975), cuyo nombre completo era Ovidio Cátulo González Castillo, fue un poeta y compositor argentino de tango autor, entre otros, de los tangos Organito de la tarde, Tinta roja y del vals Caserón de tejas, ambos con música de Sebastián Piana, María y La última curda con música de Aníbal Troilo.

## Historia
José González Castillo escribió los versos durante la travesía del barco en que regresaba a Buenos Aires desde Europa en 1930 junto a su hijo Cátulo. Ya musicalizados por este, los estrenó en noviembre de 1931 el actor-cantor Abelardo Farías -hermano de Dringue Farías- en el Teatro Cómico en el marco de la revista teatral "De la tapera al rascacielos".
Esa palabra aguacero, es una lluvia repentina, abundante, impetuosa y de poca duración, deriva de “aguaza”, que a su vez proviene del latín “aquacea”. El título lo eligió Cátulo Castillo por una anécdota que  le contara su madre. Cátulo nació en la casa, como era habitual en la época, y cuando su padre que esperaba en el boliche cercano fue avisado, corrió al hogar en medio de una lluvia torrencial, sacó en brazos al patio al recién nacido y alzándolo dijo: “Que esta agua del cielo te bendiga y te haga un hombre de bien”. Cabe recordar que González Castillo era anarquista y ateo.

## Grabaciones
Lo grabaron distintas orquestas y solistas; entre las primeras se encuentran las de Francisco Canaro con la voz de Charlo; de Francisco Lomuto con el cantor Fernando Díaz; la de Lucio Demare con la voz de Horacio Quintana el 14 de noviembre de 1944 y la de Juan D’Arienzo con las voces de Osvaldo Ramos y Armando Laborde; entre los solistas que lo registraron están el dúo Alberto Gómez-Augusto “Tito” Vila; Charlo, ya solista, con acompañamiento de guitarras; Mercedes Simone junto al grupo de Emilio Braneri para el sello TK; Nelly Omar, que lo cantó en el filme Melodías de América; Alberto Vilaque  lo hizo en el filme Retazos; Libertad Lamarque con su hija Mirtha; Rubén Juárez acompañado con la orquesta de Armando Pontier el 4 de diciembre de 1972; Susana Rinaldi; el trío Irusta-Fugazot-Demare en una placa poco difundida y varios más.
Dice Cátulo Castillo en sus Memorias, que cuando todavía era un modesto pianista con ínfulas de poeta y apenas veinticuatro años, le llevó la partitura a Carlos Gardel, que lo recibió a las apuradas en su casa de Jean Jaurés pero que nunca llegó a grabarlo.

## Comentarios
José María Otero escribe que la canción “es una especie de meditación sobre el tiempo y sus contenidos…La intensidad de la escritura nos lleva a las imágenes imborrables que perduran encapsuladas en la memoria...Como una vaga conexión estética y estuviera pintando un cuadro. Entonces el aguacero repentino, inesperado, se convierte en dueño de la escenografía. El paisaje agiganta sus colores con el viento y le dan vida al entorno, al boyero y sus bueyes en deleitoso despliegue de la imaginación.”
En una nota sobre la conexión entre el tango y el campo, Pablo Emilio Palermo opina que El aguacero es un “estupendo poema que presenta el avance de la lenta carreta "sobre la triste extensión" azotada por la lluvia. Dejada Buenos Aires se abría la campaña y con ella la inmensidad. Días y días hacia las sierras y montañas.” 